# Epiphragma (Epiphragma) solatrix
Epiphragma (Epiphragma) solatrix is een tweevleugelige uit de familie steltmuggen (Limoniidae). De soort komt voor in het Nearctisch en Neotropisch gebied.